# Badminton Savez Jugoslavije
Der Badminton Savez Jugoslavije (dt. Badmintonverband Jugoslawiens) war die oberste nationale administrative Organisation in der Sportart Badminton in Jugoslawien.

## Geschichte
Die Geschichte des Verbandes geht zurück auf die Neugründung des jugoslawischen Badmintonverbandes am 19. September 1993. Die Zentren des Sports befanden sich zu dieser Zeit in Novi Sad, Belgrad, Kragujevac und Kruševac. Bis 2002 existierte der Verband als restjugoslawischer Verband, danach gab es bis 2007 den serbisch-montenegrinischen Verband gefolgt vom serbischen Verband, wobei der Verband der Teilrepublik Serbien bereits am 28. Dezember 1998 gegründet wurde. Der Badmintonverband Jugoslawiens wurde 1995 Mitglied im Weltverband BWF und in Badminton Europe.

## Bedeutende Veranstaltungen, Turniere und Ligen
- Yugoslavian International
- Einzelmeisterschaften
- Mannschaftsmeisterschaft
- Juniorenmeisterschaft